# アラスカ・チグニック地震
アラスカ・チグニック地震（アラスカ・チグニックじしん、英語: 2021 chignik earthquake）は、2021年7月28日、現地時間22時15分49秒（UTC-9）にアラスカ半島南東部で発生した巨大地震である。

## 概要

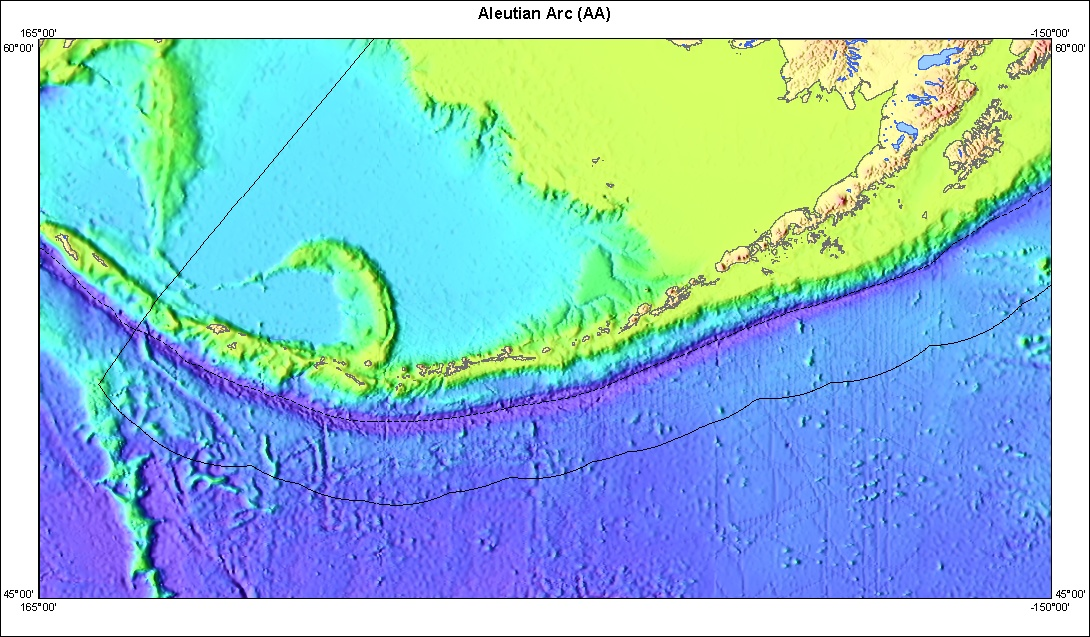
アリューシャン海溝

USGS（アメリカ地質調査所）によると、この地震のモーメント・マグニチュード（Mw）8.2であり、NOAA（アメリカ海洋大気庁）によって津波警報が発表され、後に解除された。この地震の後には、Mw5.9、6.1、6.9の三つの余震が発生した。この地震は1965年のラット地震以降、米国で最大の地震である。
北アメリカプレートと太平洋プレートの境界にあるベーリング海と太平洋に挟まれた海溝である。
アラスカ半島沖には、アリューシャン海溝があり、そのアリューシャン海溝によって引き起こされた海溝型地震である。この地震の震度は改正メルカリ震度階級でVII（非常に強い）であった。2020年7月起きたマグニチュード7.8の地震がこの地震の前身であるとUSGS（アメリカ地質調査所）が発表している。

## 津波

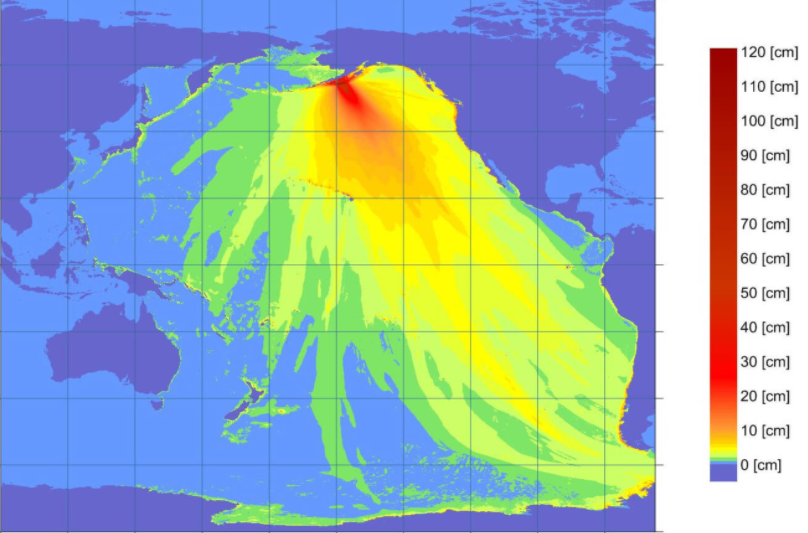
アラスカ・チグニック地震の津波。

この地震によって、2.62 mの津波が発生した。地震発生から5分後にNOAA（アメリカ海洋大気庁）が津波警報を発令した。1時間45分後に津波警報は津波注意報へと引き下げられ、地震発生から3時間後に解除された。コディアック島のオールドハーバー市で42.7 cmの津波を観測した。カリフォルニア州のセントラルコーストのアビラビーチでは40 cmの津波サージが測定された。
津波は、日本でも観測された。気象庁は、地震発生当日の15時24分に「遠地地震に関する情報」として「日本への津波の有無を調査中」と発表し、同日18時02分には、「日本沿岸で若干の海面変動あり」として情報を更新した。